# Elisabeth Mandaba
Elisabeth Mandaba (ur. 7 czerwca 1989 w Bangi) – lekkoatletka z Republiki Środkowoafrykańskiej specjalizująca się w biegach średniodystansowych, olimpijka.
Zawodniczka reprezentowała swój kraj na igrzyskach w Londynie, startowała w biegu na 800 m kobiet - w eliminacjach zajęła 33. miejsce z czasem 2:12,56. Wynik ten był jej rekordem życiowym.